# Хэлянь Бобо
Лю Бобо (кит. трад. 劉勃勃, пиньинь Liú Bóbó, 381—425), впоследствии известный как Хэлянь Бобо (кит. трад. 赫連勃勃, пиньинь Hèlián Bóbó) — вождь хунну, основатель государства Ся.

## Биография
Родился в 381 году. Один из младших сыновей хуннского вождя Лю Вэйчэна — вассала государства Ранняя Цинь. Когда в 383 году начался распад Ранней Цинь — Лю Вэйчэн взял под контроль земли современного автономного района Внутренняя Монголия, лежащие южнее Хуанхэ, а также северную часть современной провинции Шэньси. Несмотря на то, что номинально он признавал себя вассалом государств Поздняя Цинь и Западная Янь, фактически он был независимым правителем. В 391 году он отправил сына Лю Чжилиди против вэйского князя Тоба Гуя, но тот не только отбил нападение, но и пересёк Хуанхэ и захватил Юэба (столицу Лю Вэйчэна), вынудив Лю Вэйчэна и Лю Чжилиди бежать. На следующий день после падения столицы Лю Вэйчэн был убит своими людьми, а Лю Чжилиди схвачен вэйцами. Тоба Гуй захватил земли и людей Лю Вэйчэна, и вырезал его род.
Лю Бобо смог бежать в племя сюэгань, вождь которого — Тай Сифу — отказался выдать его вэйцам. Вместо этого Тай Сифу передал Лю Бобо сяньбийскому вождю Мо Иганю, который был вассалом Поздней Цинь, и Мо Игань не только предоставил тому убежище, но и выдал за него замуж одну из своих дочерей.
О последующем периоде жизни Лю Бобо известно мало. В 393 году Тоба Гуй напал на Тай Сифу и вырезал его племя (самому Тай Сифу удалось бежать в Позднюю Цинь), а в 402 году Тоба Цзунь (брат Тоба Гуя) атаковал ставку Мо Иганя в Гаопине, и Мо Игань также был вынужден бежать в Позднюю Цинь, а его люди рассеялись (впоследствии войска Поздней Цинь взяли Гаопин и вернули его Мо Иганю). В этот период Лю Бобо привлёк внимание правившего в Поздней Цинь Яо Сина. Впечатлённый его талантами, Яо Син сделал его генералом и поставил оборонять округ Шофан против Северной Вэй.
В 407 году Яо Син решил заключить мир с Северной Вэй. Узнав об этом, Лю Бобо решил восстать. Он захватил лошадей, которых жужаньский каган отправил в Позднюю Цинь в качестве дани, неожиданно напал на своего тестя Мо Иганя в Гаопине, убил его и забрал себе его войска. После этого он провозгласил себя потомком Великого Юя, основавшего династию Ся, и объявил себя «небесным князем государства Великое Ся» (大夏天王).
Несмотря на то, что его отец был убит правителем Северной Вэй, Лю Бобо сосредоточился на борьбе против Поздней Цинь. Он не стал основывать постоянной ставки, а жил в кочующей орде. В том же году он нанёс крупное поражение войскам государства Южная Лян.
В 408 году Яо Син отправил против Лю Бобо генерала Ци Наня, но Лю Бобо разгромил его, после чего значительное количество северных земель Поздней Цинь перешло к Ся. В 409 году Яо Син лично возглавил отправленные против Лю Бобо войска, но также был разбит. В последующие годы война продолжилась, истощая Позднюю Цинь.
В 413 году по приказу Лю Бобо был построен укреплённый город Тунвань, ставший его столицей. Тогда же он сменил фамилию с «Лю» на «Хэлянь».
В 415 году Хэлянь Бобо заключил союз с Цзюйцюй Мэнсюнем, правящим в государстве Северная Лян.
В 416 году умер Яо Син, и на престол Поздней Цинь взошёл его сын Яо Хун. Родные и двоюродные братья, посчитав Яо Хуна лёгкой мишенью, начали поднимать восстания, пытаясь захватить трон. Воспользовавшись этим удачным моментом, цзиньский полководец Лю Юй осенью 416 года предпринял крупное наступление, и захватил восточную половину Поздней Цинь, включая важный город Лоян. В 417 году войска Лю Юя взяли Чанъань, и Яо Хун, не видя иного выхода, сдался. Он был отправлен в цзиньскую столицу Цзянькан, где его казнили вместе с большинством членов его семьи. Государство Поздняя Цинь прекратило своё существование.
Решив воспользоваться ситуацией, Хэлянь Бобо отправил на юг войска под командованием своих сыновей, которые окружили Чанъань. Когда цзиньские войска вышли из Чанъаня, войска Ся разгромили их в открытом поле, а жители Чанъаня, пострадавшие от цзиньских грабежей, сами захотели перейти под власть Хэлянь Бобо. Хэлянь Бобо был обрадован этим и, прибыв в Чанъань, провозгласил себя императором. Приближённые уговаривали его перенести столицу в Чанъань, но он предпочёл оставить её в гораздо более мощно укреплённом Тунване, а во главе Чанъаня поставил своего сына и наследника Хэлянь Гуя.
В 424 году по неизвестной причине Хэлянь Бобо лишил Хэлянь Гуя титула наследника престола, и сделал наследником другого сына — Хэлянь Луна. Узнав об этом Хэлянь Гуй поднял мятеж, и убил Хэлянь Луна. Мятеж был подавлен Хэлянь Чаном, которого Хэлянь Бобо и сделал новым наследником престола. Летом 425 года Хэлянь Бобо скончался, и Хэлянь Чан унаследовал трон.